# Continental O-240
Der Continental O-240 ist ein luftgekühlter Vierzylinderboxermotor, der vom US-amerikanischen Hersteller Continental Motors in den späten 1960er Jahren für den Einsatz in Leichtflugzeugen entwickelt wurde. Der Motor wurde am 7. Juli 1971 musterzugelassen.

## Entwicklung und Konstruktion
Beim O-240 handelt es sich um eine Neukonstruktion, die auf dem Sechszylindermotor Continental O-360 aufbaut. Der Motor leistet 130 PS (96 kW) und wurde 1971 vorgestellt. Von den Ausmaßen gleicht er größtenteils dem Continental O-200, verfügt aber über eine höhere Kompression von 8,5:1 und benötigt AvGas 100 oder 130. Der O-240 entwickelt eine 30 % höhere Leistung als der O-200, hat aber nur 12 % mehr Masse. Er kann sowohl in Tractor- als auch in Pusher-Konfiguration eingesetzt werden.
Der O-240 wurde auch in Lizenz von Rolls-Royce Limited in Großbritannien für den Einsatz in der von Reims Aviation in Lizenz gefertigten Cessna 150 gebaut. Rolls-Royce erwarb die Lizenz für den O-240, aber nicht für den IO-240 im Jahr 1977.
1993 wurden die Modelle IO-240-A und -B mit Kraftstoffeinspritzung eingeführt. Sie unterscheiden sich nur im verwendeten Einspritzsystem.
Das Modell IOF-240 ist baugleich mit dem IO-240-B, verfügt aber über ein FADEC-System von Aerosance zur Steuerung der Zündung und der Kraftstoffeinspritzung.

## Modelle
O-240-A
Doppelzündung, 130 PS (96 kW) bei 2800 min−1, Trockengewicht 246 lb (112 kg) inklusive Anlasser und Lichtmaschine, Marvel-Schebler MA-3SPA IO 5067 Vergaser, musterzugelassen am 7. Juli 1971
IO-240-A
Doppelzündung, 125 PS (92 kW) bei 2800 min−1, Trockengewicht 246 lb (112 kg), Einspritzsystem TCM 639231A27
IO-240-B
Doppelzündung, 125 PS (92 kW) bei 2800 min−1, Trockengewicht 246 lb (112 kg), Einspritzsystem TCM 639231A34
IOF-240-B
Aerosance FADEC, 125 PS (92 kW) bei 2800 min−1, Trockengewicht 255 lb (116 kg)

## Verwendung

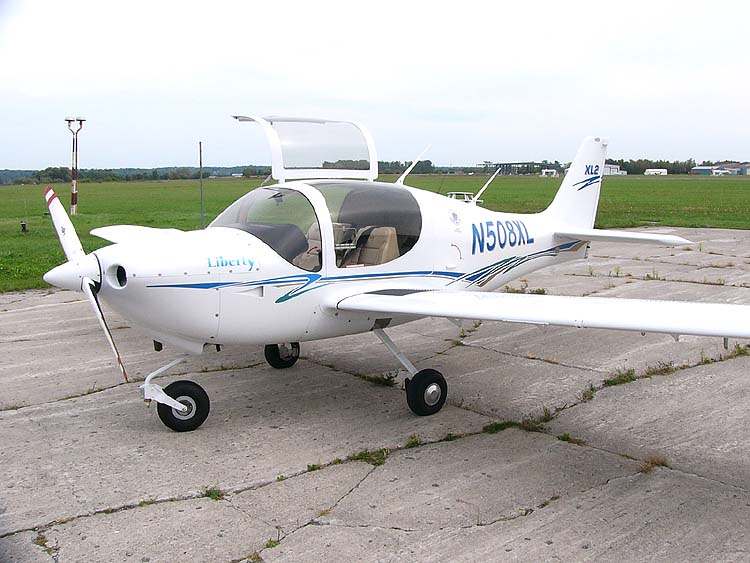
Liberty XL2 mit Continental IOF-240-B

O-240
- AESL Airtourer T3
- Reims Cessna FRA150
- Rutan Voyager
- Practavia Sprite
- Rollason Condor
- St Croix Pietenpol Aerial
- Tri-R KIS TR-1
- Warner Revolution II

IO-240
- American Homebuilts John Doe
- Diamond DA20-C1
- Eagle Aircraft 150B
- Rans S-16 Shekari
- Roko Aero NG4

IOF-240-B
- Issoire APM 40 Simba
- Liberty XL2